# Smilez
Smilez (bulgarisch Смилец, wissenschaftliche Transliteration Smilec; * im 13. Jahrhundert; † 1298 in Tarnowo) war ein bulgarischer Boljar und ab 1292 bis zu seinem Tode Zar von Bulgarien. Er wird als Begründer der Dynastie Smilez gesehen.
Smilez entstammte einer vornehmen Adelsfamilie, welche im 12. Jahrhundert Ländereien sowohl nördlich als auch südlich des Balkangebirges, zwischen Sliwen und Kopsis besaß. Um 1290 geriet der bulgarische Zar Georgi I. Terter in Abhängigkeit von der Goldenen Horde unter Khan Nogai und wurde dessen Vasall. Als sich der bulgarische Zar um 1292 nicht mehr halten konnte und nach einer Boljarenverschwörung sein Thron verlor, floh der Zar Georgi Terter nach Byzanz.
1292 wurde Smilez von Großen Boljarenrat, mit der Billigung Khan Nogais, zum bulgarischen Zaren gewählt. 1296 verheiratete Smilez seine Tochter Theodora mit Stefan Uroš III. Dečanski, dem zukünftigen König von Raszien. Obwohl er gute Beziehungen zu den Tataren pflegte, konnte er deren Überfälle auf den Norden Bulgariens nicht verhindern.
Smilez starb 1298. Sein noch minderjähriger Sohn Iwan folgte ihm auf den bulgarischen Thron.
Er ist seit 2014 Namensgeber für den Smilets Point, eine Landspitze von Nelson Island in der Antarktis.

## Familie
Laut einigen Quellen, heiratete Smilez eine Tochter des bulgarischen Zaren Konstantin Tich Assen, andere wiederum sprechen von einer Tochter des byzantinischen Sebastokrators Konstantin Palaiologos.
1. Smilez ⚭ Smilzena Palaiologina
  1. Marina Smilez ⚭ Eltimir, Despot von Kran
  2. Theodora ⚭ 1296 Stefan Uroš III. Dečanski, König von Raszien (1321–1331)
    1. Stefan Uroš IV. Dušan ⚭ Elena Schischman von Bulgarien, † 1374
    2. Teodora Nemanjić ⚭ Dejan

  3. Iwan, Zar von Bulgarien